# 大学は出たけれど
大学は出たけれど（だいがくはでたけれど）は、
- 小津安二郎監督の1929年公開の映画。
- 野村芳太郎監督の1955年公開の映画。

本項では両映画とも記述する。

## 小津安二郎版
『大学は出たけれど』（だいがくはでたけれど）は、1929年（昭和4年）9月6日公開の日本映画である。松竹キネマ製作・配給。監督は小津安二郎。モノクロ、スタンダード、サイレント、70分。
大学卒業者の就職率が約30%という大不況の底にあった昭和初期を舞台に、職に就けない求職者が奔走するさまを描いたコメディ映画。元々本作は原作者で小津の盟友の清水宏が監督する予定で企画が進められていた。初回興行は帝国館。公開当時は70分の長編作品だったが、現存するのは11分ほどの断片フィルムのみである。

### あらすじ
大学を卒業したものの定職につけない徹夫は、故郷の母親に「就職した」と嘘の電報を送ったことから、母は婚約者（町子）を連れて上京。2人の嬉しそうな顔を見ると、徹夫はなかなか本当のことを言い出せずにいるが、徹夫の嘘を見抜いた町子は、徹夫に内緒でカフェーで働き始めた…。

### スタッフ
- 監督：小津安二郎
- 脚本：荒牧芳郎
- 原作：清水宏
- 撮影：茂原英雄

### キャスト
- 野本徹夫：高田稔
- 野本町子：田中絹代
- 彼等の母親：鈴木歌子
- 友人杉村：大山健二
- 洋服屋：日守新一
- 会社の重役：木村健児
- 秘書：坂本武
- 下宿のおかみ：飯田蝶子
- カフェの客：笠智衆
- 女給：筑波雪子[1]
- 子供：小藤田正一[1]
- 毛利輝夫（ノンクレジット）

## 野村芳太郎版
『大学は出たけれど』（だいがくはでたけれど）は1955年に公開された野村芳太郎監督の日本映画。

### スタッフ
- 監督：野村芳太郎
- 製作：小倉武志
- 脚本：椎名利夫
- 撮影：厚田雄春
- 音楽：木下忠司
- 美術：梅田千代夫
- 照明：高下逸男
- 録音：妹尾芳三郎

### キャスト
- 高田彌左衛門：斎藤達雄
- 高田彌一：日守新一
- 高田松枝：吉川満子
- 高田昭平：高橋貞二
- 小島三太郎：川喜多雄二
- 村瀬良作：明石潮
- 村瀬芳江：野辺かほる
- 村瀬大吉：三橋達也
- 沢田時子：草笛光子
- 清川琴子：水原真知子
- 清川みどり：紙京子
- すみ子：七浦弘子
- 高倉建設社長：北龍二
- 大川課長：諸角啓二郎
- 令嬢：棚橋マリ
- 銀行帰りの男：桂小金治
- プロレスのアナウンサー：有島一郎
- 力道山
- 遠藤幸吉